# 阿拉斯戰役 (1654年)
阿拉斯戰役發生於1654年8月25日，是法西戰爭中的一場戰役，蒂雷納子爵領導下的法軍戰勝由奧地利的利奧波德·威廉和大孔代親王指揮的西班牙軍隊。
這個地方起初由法軍佔領，被大孔代率領的西班牙軍隊圍攻。蒂雷納子爵率領的一支救援部隊襲擊了西班牙防線，造成敵軍至少損失7,000人，並將他們徹底擊潰。孔代最終成功地召集了他的剩餘軍隊，巧妙地撤退到了康布雷。
戰鬥開始前，蒂雷納子爵冒著暴露自己和手下軍官的風險偵察西班牙防線。他的手下批評他的冒進，但蒂雷納在這些偵查中已經確定了攻擊路線。8月25日黎明前的兩小時，蒂雷納在夜間發動襲擊。亨利·德·拉費爾特首先襲擊了洛林軍隊，蒂雷納襲擊了西班牙軍隊並為進展不太順利的夏爾·德·蒙希提供支援。當天早上，大孔代進行了反擊，拉費爾特驚慌失措，放棄了高地。蒂雷納騎上馬，將大砲部署在高地，迫使大孔代撤退。

## 註腳
1. 1 2 3  Chandler 1965，第72頁.
2. ↑  Bodart 1908，第82頁.